# Острожець (Дубенський район)
Остроже́ць — село  у Дубенському районі Рівненської області України, центр Острожецької сільської громади. З 1940 по 1959 був центром Острожецького району. Населення — 2500 осіб.

## Географія
Через село тече річка Зборів, права притока Стиру.

## Герб
Щит понижено перетятий і напіврозтятий лазуровим, червоним і золотим. У першій частині срібна будівля, що супроводжується знизу таким же лебедем, який супроводжується з обох боків укороченими срібними балками по три, середня довше. У другій частині вписаний срібний грецький хрест. У третій частині червоні літери "1528".

## Історія
Назва Острожець походить від слова «острог» у його значенні як "невисокий земляний виступ в оточенні вод, боліт, що часто використовувався як фортеця ".
Перша історична згадка про село Острожець датувалась 29 червня 1528 року, коли «Троїцькому городничому Петру Михайловичу грамотою короля польського Сигізмунда І Старого дозволено заснувати місто в його спадковому володінні в селі Острожець на землі Волинській» . Цей рік і вважався роком заснування с. Острожець.
Але, як зазначає дослідник І. Тесленко в своїй статті «Походження князів Головнів-Острожецьких» (Студії та матеріали з історії Волині, 2012), завдяки одному лиш документу, що досі не опублікований, але відомий із робіт Юзефа Вольфа та Оскара Галецького ми дізнаємось, що вже у 1446 року князь Іван Дмитрович за вірну службу при боці Свидригайла отримав разом із синами Острожець та ряд інших володінь [с.131]. Тобто, за цими даними, 1446 р. — це найстаріша відома на сьогодні дата пов'язана з селом Острожець і її можна використовувати як дату заснування цього населеного пункту, у результаті чого село відновить, не відомі досі, 82 роки власного існування. На жаль, офіційно датою заснування с. Острожець досі вважається 29 червня 1528 року. Острожець згадується як родове гніздо згаслого роду кн. Острожецьких.
Значну увагу селу Острожець приділяв археолог Шумовський Ю. Ф., який проводив тут в 30-х — 40-х роках XX століття свої дослідження, і який опублікував декілька праць, присвячених селу, зокрема «Містечко Острожець в давнину» та " Спогади «Зруйноване гніздо». Він писав: «Поміж містечком та графським маєтком стоїть невелике, встелене камінням від мурів замкових та поросле густою травою, городище чи, як називають його місцеві люди, „замчисько“. Стоїть воно над маленькою річкою і колись було цілком оточене водою.
Бічна частина городища частинно розкопана та досліджена мною. Стверджено тут кілька культурних верств з різних епох, знайдено багато керамічних виробів, доісторичних та історичних речей. Це стверджує, що мешканці Острожця користувались цим городищем як в доісторичній добі, так і в історичних часах. Кераміка, яка знайдена в городищі, має надзвичайно цікаву і гарну орнаментику та свідчить про великий поступ в мистецтві людей ще в доісторичні часи. У вищих слоях історичної доби знаходяться різні прикраси з бронзи та заліза, а також різна кераміка.
Із західного боку цього замчиська був колись підвісний місток, яким сполучався з другим подібним замчиськом, що стоїть в десяти метрах від попереднього і сполучався в свою чергу з кількома валами, на яких тепер стоїть саме містечко. Вздовж попід цими валами тягнуться підземні ходи, досить широкі і високі, видовбані в глині, а в стінах цих коридорів підземних пороблені так звані „кубашки“…».
Також у Острожці Шумовський Ю. Ф. досліджував курган V—VI ст.
Якийсь час містечко належало роду Семашко.15 травня 1602 року Луцький староста і ключник Микола Семашко продає Яну Кашевському (Кошовському) м. Острожець з присілками у Луцькому повіті Волинського воєводства за 12 000 кіп литовських грошів. Угоду засвідчив між іншими Євстáхій (Остафій) Єло-Мали́нський.
У XVIII ст. належало Олізарам.
У 1886 році у містечку було 130 будинків, 973 мешканці (з них 18 % євреї), церква, каплиця католицька (парафія Яловичі, луцького деканату), єврейський дім молитви, школа, броварня.
У 1906 році містечко Малинської волості Дубенського повіту Волинської губернії. Відстань від повітового міста 31 верста, від волості 7. Дворів 172, мешканців 1111.
7 (20) листопада 1917 року, відповідно до Третього Універсалу Української Центральної Ради, увійшло до складу Української Народної Республіки.
У Словнику географічному Королевства Польського є відомості, що про Острожець є особисті спомини Київському архиві та архиві J.Z.R.
Останнім великим землевласником був пан Август Лєдуховський, якому у 20—30-х роках XX століття належало в селі 2041,6 га землі. У південній частині села розташовані так звані «Кути» — місце колишнього літнього замку і величезного парку (площа 16 га, 1840 рік) князів Острозьких і Олізарів, які збереглися до наших днів (див. також Острожецький парк).
У 1929 р. на містечко Острожець поширені правила міської забудови.

### Голокост
Антиєврейські заходи окупаційної влади ще більше посилилися у квітні 1942 року, коли в Острожці було створено гетто. Гетто було оточене парканом та колючим дротом, і більшість євреїв з навколишніх менших сіл (зокрема, Торговиці, Перемилівки та ін.) були примусово переселені до нього. Гетто було створено на території, що охоплювала половину міста. 
У жовтні розпочалася ліквідація останніх гетто на території гебітскомісаріату Дубно. 9 жовтня 1942 року, коли нацисти проводили масштабну ліквідаційну операцію ("Акція") в Райхскомісаріаті Україна, в'язнів з Острожецького гетто зібрали на околиці міста, біля єврейського кладовища. Українських селян змушували копати яму. 
За післявоєнними даними Надзвичайної державної комісії Радянського Союзу зі встановлення та розслідування злодіянь німецько-фашистських загарбників, в Острожці було розстріляно 532 особи. Ці цифри, ймовірно, дещо занижені, враховуючи значно більшу кількість в'язнів гетто до його ліквідації. Серед вбитих були євреї з самого Острожеця, а також кілька сотень переселених євреїв з Торховиці та інших сіл і втікачі з сусідніх гетто. 
З 10 серпня 2016 року шляхом об’єднання сільських рад стає центром Острожецької сільської громади.
12 червня 2020 року, відповідно до розпорядження Кабінету Міністрів України № 722-р від «Про визначення адміністративних центрів та затвердження територій територіальних громад Рівненської області», увійшло до складу Острожецької сільської громади.
19 липня 2020 року, в результаті адміністративно-територіальної реформи та ліквідації Млинівського району, село увійшло до складу Дубенського району.

## Населення

### Мова
Розподіл населення за рідною мовою за даними перепису 2001 року:
| Мова       | Кількість | Відсоток |
| ---------- | --------- | -------- |
| українська | 2603      | 99.28%   |
| російська  | 13        | 0.49%    |
| білоруська | 5         | 0.19%    |
| польська   | 1         | 0.04%    |
| Усього     | 2622      | 100%     |

## Сучасність
Під Іловайськом загинув та довгий час вважався зниклим безвісти Максим Ляшук, 27 грудня 2014 року тіло перевезене із Запоріжжя до Луцька.

## Географія
Територія села розташована в північній частині Дубенсього району. Від с. Острожець до м. Рівне 70 км, а до смт Млинів 28 км. Недалеко знаходяться міста Дубно (50 км) та Луцьк (18 км).
Основні вантажопасажирські перевезення здійснюються через залізничну станцію Луцьк, відстань до якої 22 км.
До міжнародної автомагістралі Е-85 (М-19) Клайпеда — Каунас — Слонім — Луцьк — Дубно — Тернопіль — Чернівці 6 км, а до міжнародної автомагістралі Е-40 (М-06) Краків — Перемишль — Львів — Рівне — Житомир — Київ — Полтава — Харків — Луганськ 43 км. До аеропорту м. Луцьк 9 км.

## Економіка
Ведучу роль в економіці Острожецької сільської ради відіграє сільськогосподарське виробництво, яке с пеціалізується на рослинництві, м'ясо-молочному тваринництві і птахівництві. Вирощуються в основному зернові, технічні та овочеві культури . Загальна п осівна площа становить 2736,7 га (майже 77,3 % всієї території). Під овочевими культурами (картопля, столовий буряк, цибуля, морква) зайнято 40 га .
Тваринницька галузь м'ясо-молочного напрямку спеціалізується на свинарстві (7000 гол.) та утриманні великої рогатої худоби (1750 гол.). Є також 200 коней. Пасовища займають 400 га, а заплавні луки 30 га. Потрібні інвестиції у розвиток центрів збирання і зберігання сільськогосподарської продукції, оновлення машинного обладнання, розвиток хлібопекарського виробництва, впровадження сучасних технологій вирощування сільськогосподарських культур, розвиток зрошувальних систем, створення тепличного господарства, відкриття пунктів збирання і переробки молока, пунктів забою тварин і переробки м'яса, та будівництво конюшен.
Інтенсивно розвивається птахівництво. Загальна кількість курей становить 12 000, гусей — 500 і качок — 300 шт. Місцева влада п ланує залучення інвестицій у створення ферми по розведенню страусів.
Сади займають 30 га. Потрібні інвестиції у створення центрів збору плодів та будівництво міні цехів по їх переробці. На території сільради є 150 бджолосімей. Виробляється екологічно чистий різнотравний, липовий і гречаний мед. Для подальшого розвитку бджільництва необхідні інвестиції. Ставкове господарство займає площу у 16,7 га. Ловиться короп, карась, білий амур і товстолобик.
Найбільшими сільськогосподарськими підприємствами є агрофірма «Камаз-Агро» (орендує частину земельних паїв площею 1815,93 га і господарчі двори колишнього КСП «Заповіт» площею 22,68 га; займається вирощуванням зернових і технічних культур та розведенням великої рогатої худоби) та ТзОВ «ІДНА» (обробляє 800 га орендованих земель; побудувало птахофабрики й тваринницькі ферми, комбікормовий завод, цехи з переробки м'ясної продукції, випускає 40 найменувань копченої та 20 найменувань вареної ковбаси).
В сільськогосподарському секторі економіки працюють також фермерськ е господарств о «АКО» та ПП "А грофірма «ДЮІС» . С амостійно обробляють свої паї 34 власники земельних ділянок (вирощують зернові, цукровий буряк, кукурудзу). Промислове виробництво представлене підприємствами будівельної галузі (колективне підприємство «Млинівський райагробуд» виконує будівельно-монтажні роботи, а ПП «Меркурій» виробляє цеглу і бетон). Певний інвестиційний потенціал має деревообробна промисловість. Змішані ліси займають площу у 479,1 га (близько 13,5 % всієї території). На території сільради є поклади піску, глини, крейди та запаси підземних вод. Місцева влада планує залучення інвестицій у створення підприємств по розробці цих корисних копалин.
В сфері послуг працюють Острожецьке сільське комунальне підприємство (постачання холодної води населенню, надання послуг з прибирання і вивезення сміття, озеленення та ін.) і АТП "ПП «Прибиш» (перевезення пасажирів). З начна кількість населення (86 осіб) є приватними підприємцями.

## Нерухомість
Як основу для майбутніх інвестицій місцева влада пропонує чотири земельних ділянки (державна власність), три з яких площею 30 га, 5 га та 0,28 га знаходяться в населеному пункті, а одна площею 3,8 га знаходиться за його межами. Ціна землі в селі — 8,00—30,00 грн./м², а за межами села — 5,00—15,00 грн./м².
Також є 3 будівлі (державна власність) площею 400, 300 і 200 м² у населеному пункті. До них є під'їзні шляхи, підведені електричний струм, вода і газ.

## Туризм і агротуризм
На території Острожецької сільської ради, завдяки наявності відповідних природних передумов (значна площа лісів, ставкове господарство) та історичних пам'яток і зручному транспортному сполученню, можливий розвиток краєзнавчого, зеленого і спортивно-оздоровчого видів туризму та рибальства.
Історико-археологічні пам'ятки: городище і селище часів Київської Русі в с. Острожець. Також в селі Острожець знаходиться старий парк площею 16 га, який було закладено у 1840 році.
Місцева влада планує залучення інвестицій у розвиток туристичної інфраструктури: будівництво готелів, котеджів, кемпінгів, літніх спортивних баз, спортивних таборів та центрів рибальства.

## Культура
- Бібліотека с. Острожець

В 1939 році в селі Острожець зародились перші початки бібліотечної справи. Бібліотека розташовувалась в приміщенні новозбудованої семирічної школи, а книги зносили вчителі та любителі читання. Тогочасний книжковий фонд становив 150 примірників книг. 

У 1947 році в приміщенні клубу с. Острожець була створена перша районна бібліотека. Першими працівниками книгозбірні були: завідувачка бібліотеки Ніна Федорівна Тома, завідувачка дитячого відділення Наталя Захарівна Сащикова (направлена на роботу з м. Мелітополь), бібліотекар Анастасія Антонівна Шкуринська, методист Анна Солованюк. 

В бібліотеці налічувалось 200 читачів, серед них підростаюче письменне населення (переважно чоловіки). Дорослі жінки серед читачів — виняток. Вони зайняти господарством. Попитом користувалась переважно література військової тематики. 

В 1955 році бібліотеку перенесли в окреме приміщення (згодом магазин «Лілея»).

До березня 1959 року с. Острожець було районним центром, а після реформування району бібліотека перейшла під керівництво Млинівської централізованої бібліотечної системи. 

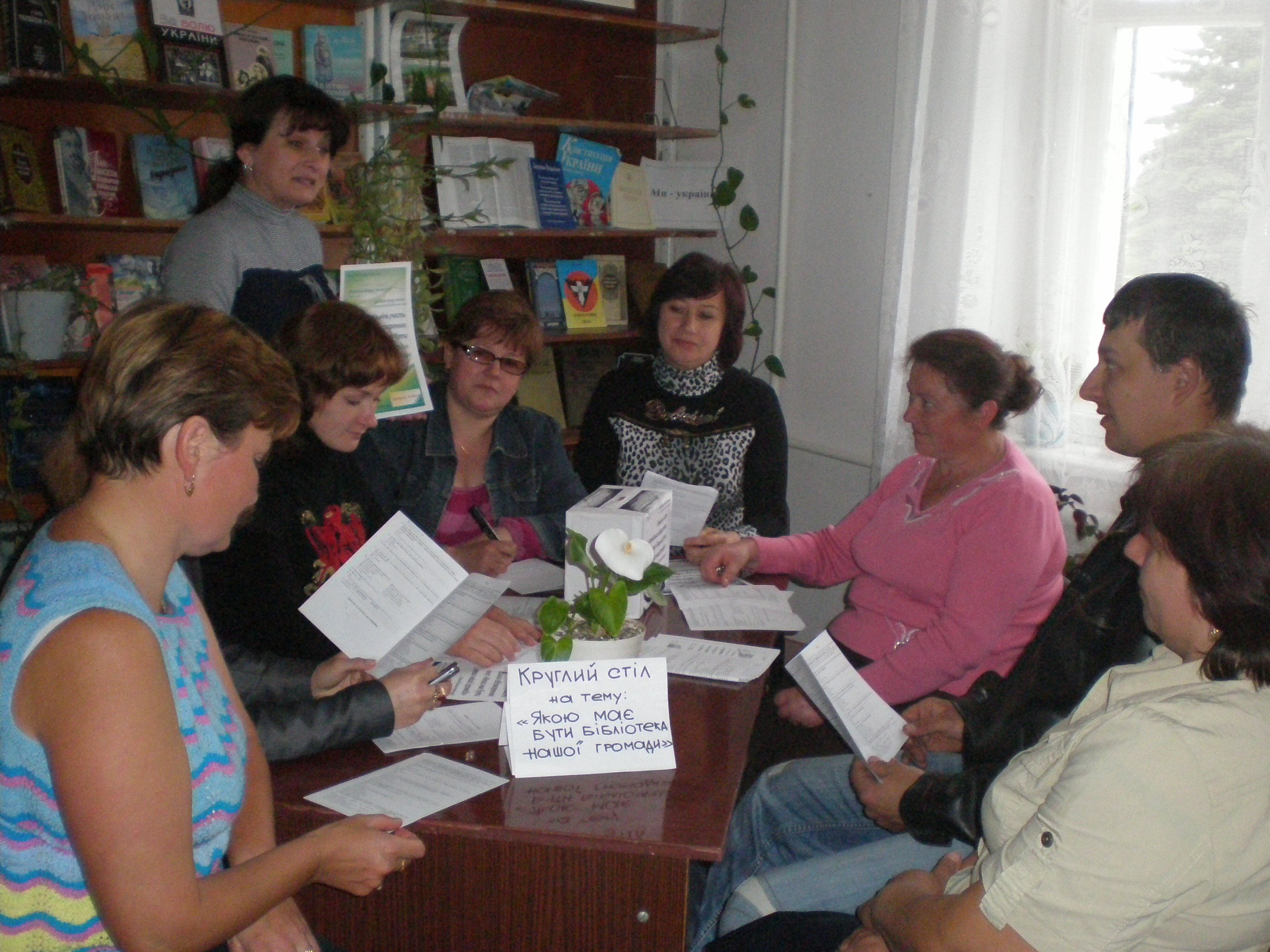
Круглий стіл «Якою повинна бути бібліотека моєї громади»

І знов бібліотеку перенесено — у поміщення музичної школи. Проте місця для розміщення фонду було не достатньо і відділом культури було виділено 8000 рублів будівництва бібліотеки. У новобудові розмістились бібліотека та сільська рада, які знаходяться там і донині. Тодішнім завідувачем дорослим відділом була Галина Максимівна Фінчук, завідувачка абонемента Валентина Василівна Вірковська. В бібліотеці нараховувалось 400 читачів-дітей та 700 дорослих читачів. Обслуговувала бібліотека і лікарню — мала там понад 100 читачів.
У жовтні 2002 року було проведено реорганізацію бібліотечної системи: сільські бібліотеки були об'єднані з шкільними, а у 2015 році бібліотеки були роз'єднані.
Тепер бібліотека с. Острожець розміщена в трьох кімнатах: читальний зал, дорослий та дитячий абонемент. У інших трьох кімнатах, що належали бібліотеці нині розтушувалось відділення «Ощадбанку», соціальна служба, дільничний інспектор.
Сьогодні бібліотека обслуговує 500 дорослих та 200 читачів-дітей. Книжковий фонд становить понад 23 тисячі примірників.
Завідувачка бібліотеки Людмила Белюківна Власюк.

## Галерея

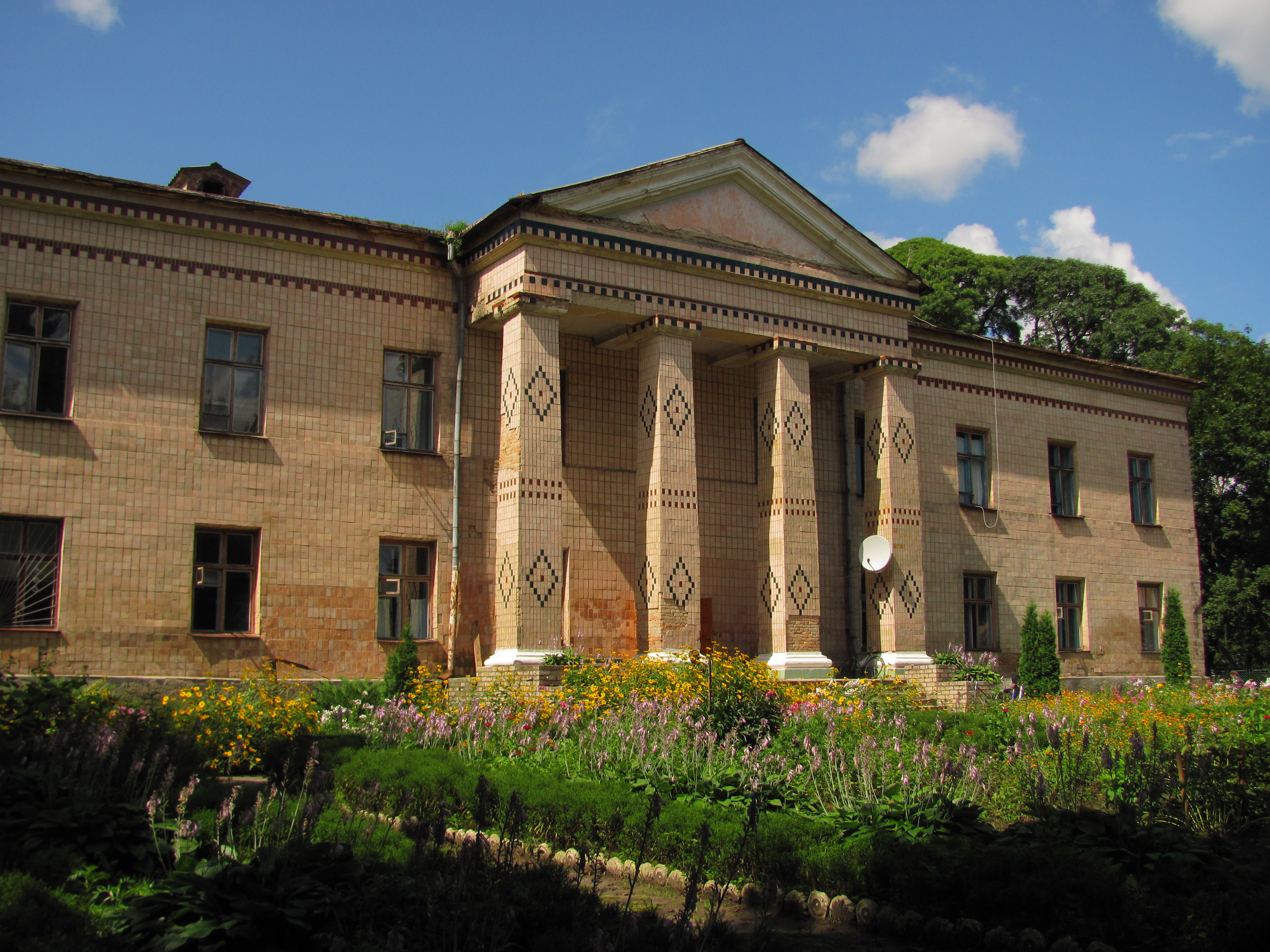
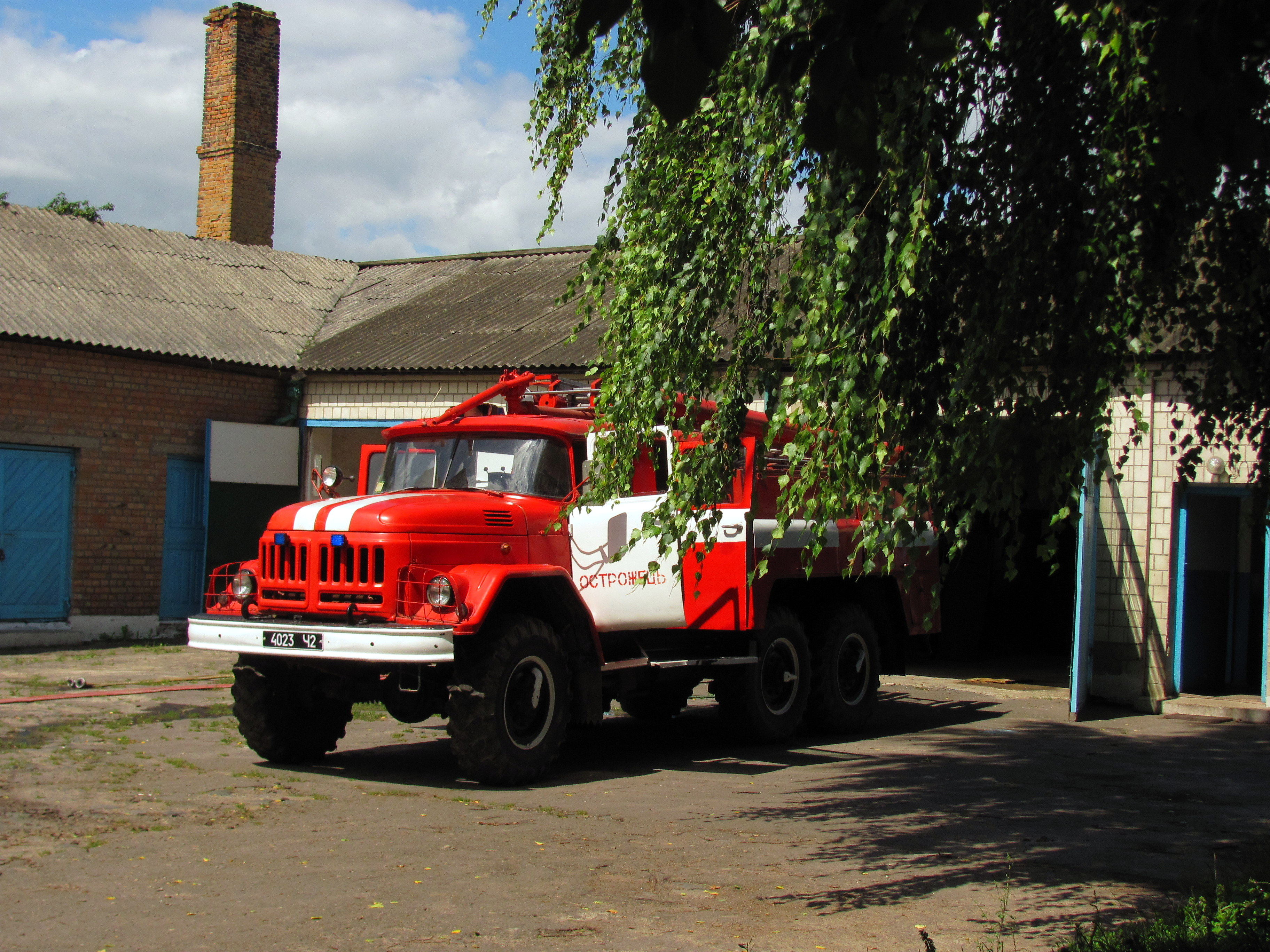
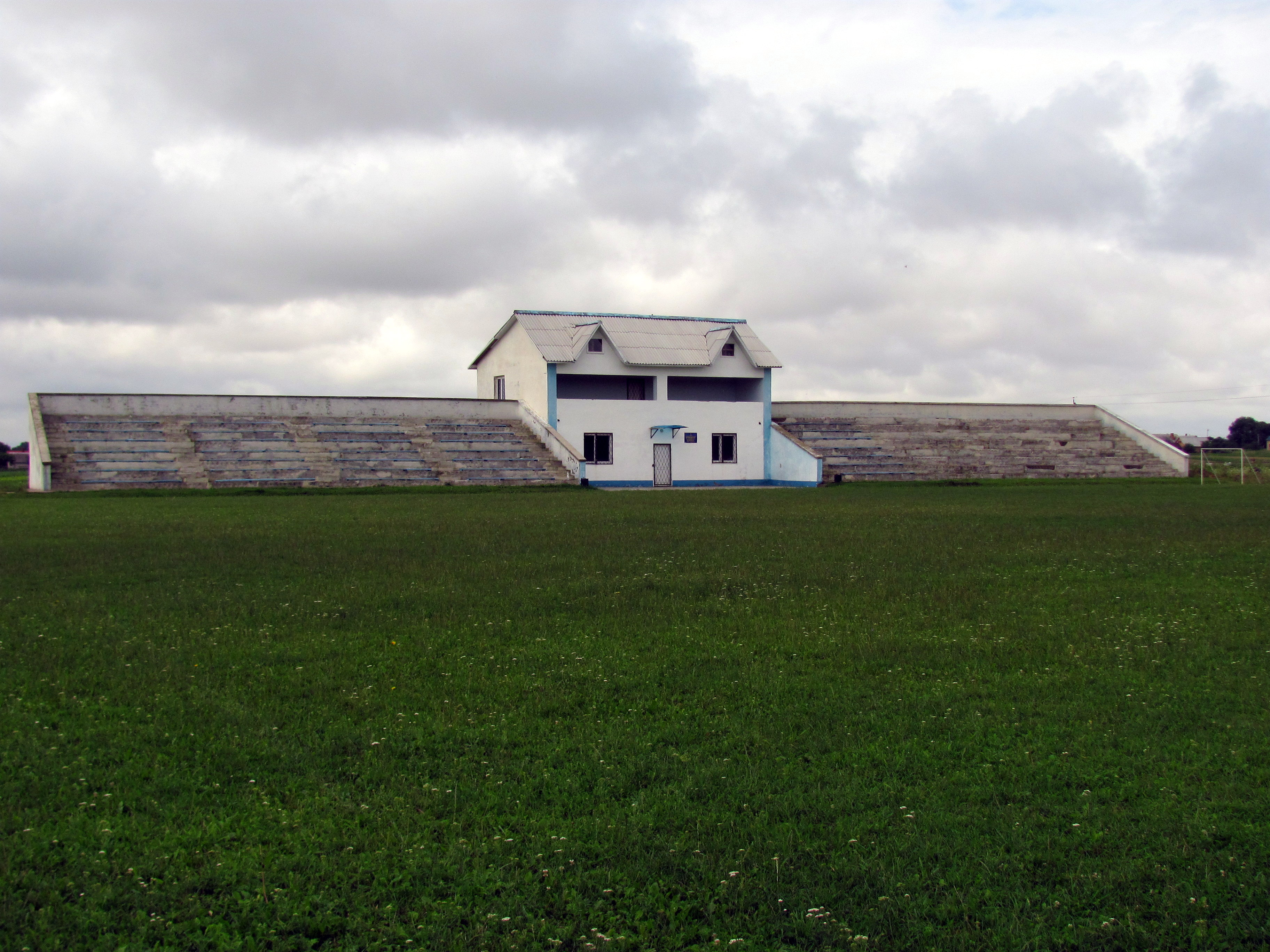
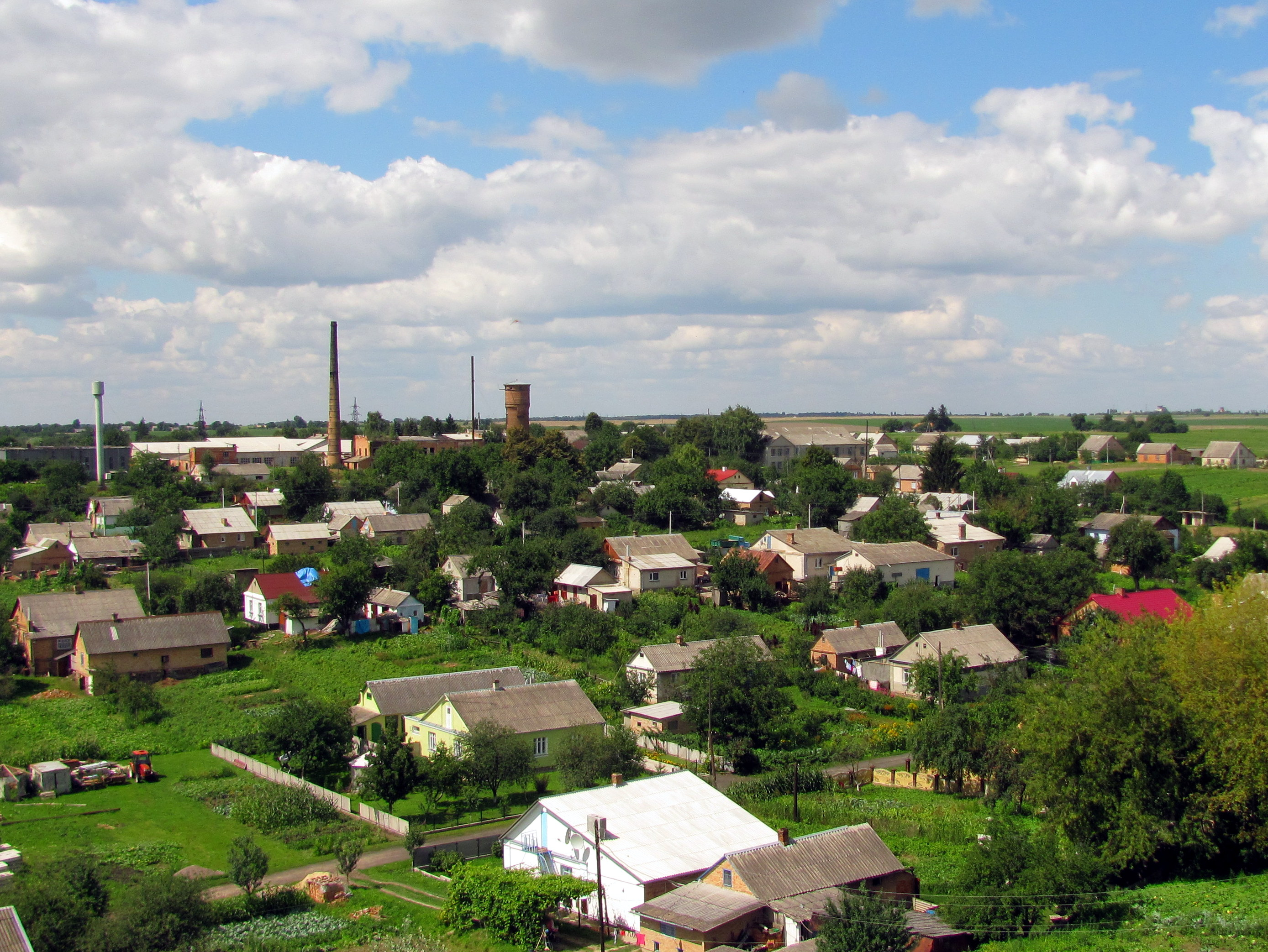
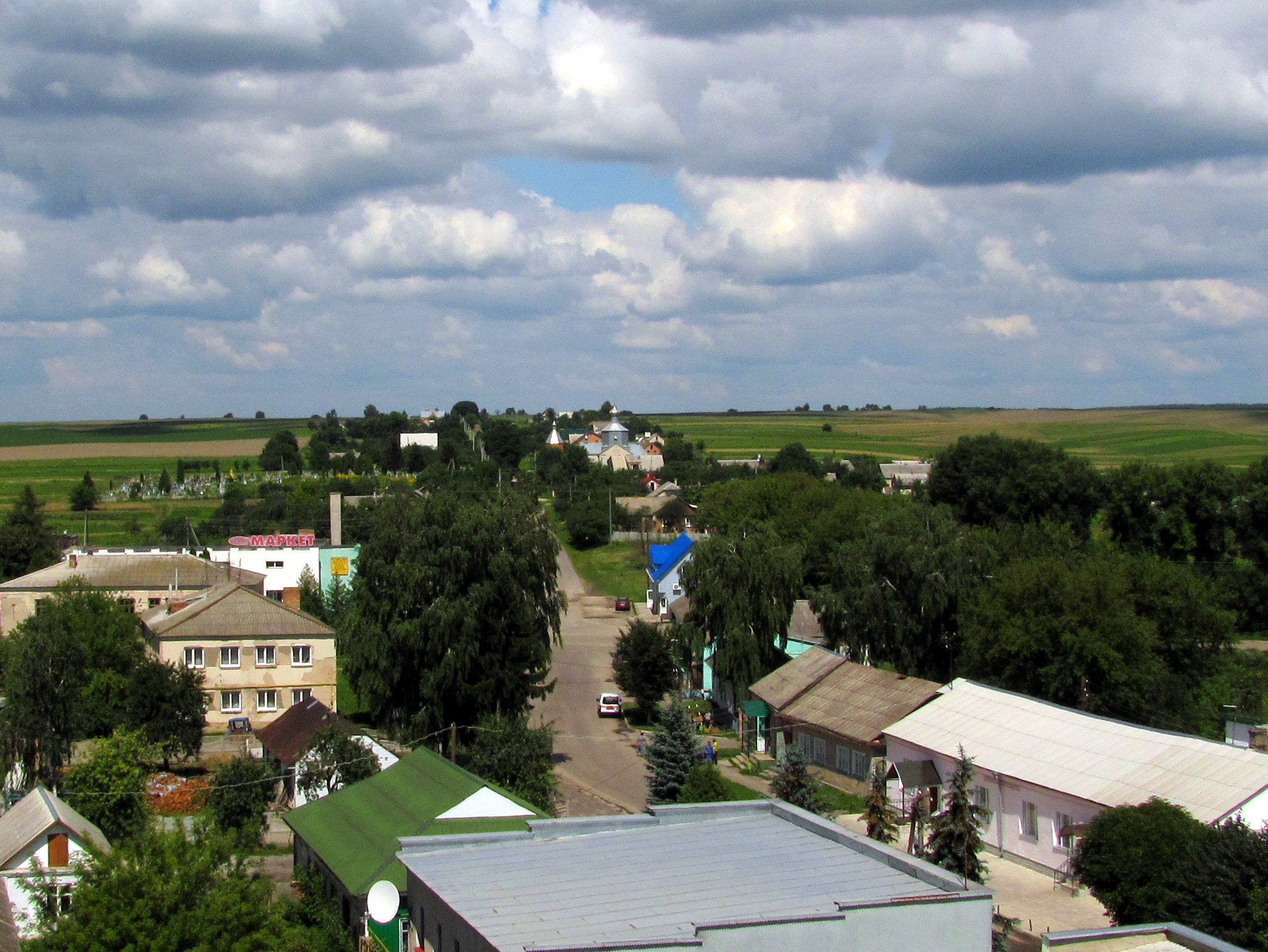
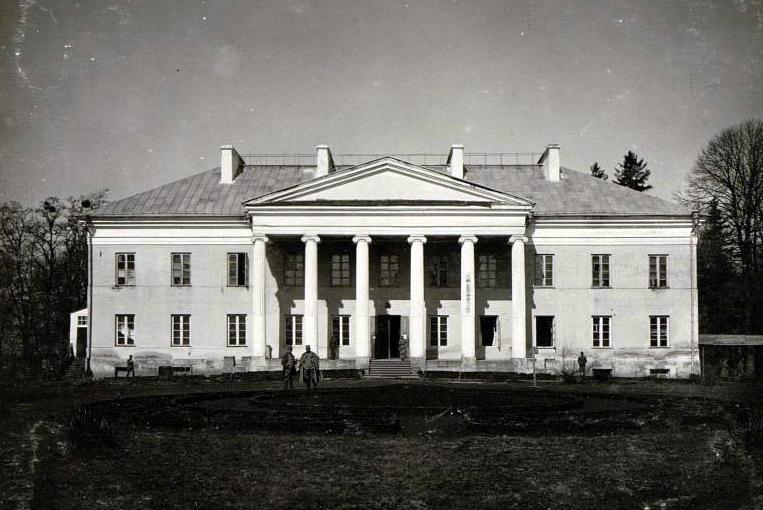

## Постаті
- Гапонюк Олександр Валерійович (1989—2024) — молодший лейтенант збройних сил України, учасник російсько-української війни.
- Голуб Володимир Кузьмич — заслужений працівник сільського господарства України[12].

### Уродженці села
- Іван Мулярчук — український скульптор, автор понад 200 робіт. Головна тема більшості робіт — шевченкіада.
- Валентин Вірковський — політик, депутат Волинської обласної ради, директор Володимир-Волинської спеціалізованої школи-інтернату І-ІІІ ступенів «Центр освіти та соціально-педагогічної підтримки»;
- Ігор Войтович — доктор педагогічних наук, професор Рівненського державного гуманітарного університету;
- Олексій Гетун — український футболіст, майстер спорту України міжнародного класу, срібний призер Літніх Паралімпійських ігор 2012 року;
- Ігор Єремеєв (1968—2015) — український підприємець і політик, народний депутат України 4-го, 7-го і 8-го скликань (позапартійний, голова депутатської групи «Воля народу»). Співвласник паливно-промислової групи «Континіум». Голова Спостережної ради Публічного акціонерного товариства «Банк інвестицій та заощаджень». Похований у селі.
- Сергій Качинський, «Остап» — поручник, організатор перших відділів УПА;
- Володимир Козявкін — доктор медичних наук, професор, генеральний директор Міжнародної клініки відновного лікування та реабілітаційного центру «Еліта» в Трускавці;
- Ніна Миколайчук — поетеса, вчитель, упорядник книги «Острожець з давнини до сьогодення»;

В Острожці похований Ляшук Максим Володимирович — лейтенант МВС України, учасник російсько-української війни 2014—2015 років.